# Liste der Bodendenkmäler in Riedenburg
Auf dieser Seite sind die Bodendenkmäler in der niederbayerischen Stadt Riedenburg zusammengestellt. Diese Tabelle ist eine Teilliste der Liste der Bodendenkmäler in Bayern. Grundlage ist die Bayerische Denkmalliste, die auf Basis des Bayerischen Denkmalschutzgesetzes vom 1. Oktober 1973 erstmals erstellt wurde und seither durch das Bayerische Landesamt für Denkmalpflege geführt wird. Die folgenden Angaben ersetzen nicht die rechtsverbindliche Auskunft der Denkmalschutzbehörde.

## Bodendenkmäler der Gemeinde Riedenburg

### Bodendenkmäler in der Gemarkung Aichkirchen
| Lage                         | Objekt                                              | Akten-Nr.     | Bild |
| ---------------------------- | --------------------------------------------------- | ------------- | ---- |
| Aichkirchen Hemau (Standort) | Vorgeschichtlicher Bestattungsplatz mit Grabhügeln. | D-3-7036-0001 |      |

### Bodendenkmäler in der Gemarkung Altmühlmünster
| Lage                                 | Objekt | Akten-Nr.     | Bild |
| ------------------------------------ | --- | ------------- | ---- |
| Altmühlmünster Riedenburg (Standort) | Burgstall des Mittelalters. | D-2-7035-0001 |      |
| Altmühlmünster Riedenburg (Standort) | Untertägige mittelalterliche und frühneuzeitliche Befunde im Bereich der ehemalige Johanniter-Komturei und der Katholischen Pfarrkirche St. Johannes d. Täufer, ehemals Johanniter-Komturei-Kirche, in Altmühlmünster, darunter die Spuren von Vorgängerbauten bzw. älteren Bauphasen sowie die abgegangene Friedhofkapelle St. Anna. | D-2-7035-0038 |      |
| Altmühlmünster Riedenburg (Standort) | Grabhügel vorgeschichtlicher Zeitstellung. | D-2-7035-0053 |      |

### Bodendenkmäler in der Gemarkung Baiersdorf
| Lage                             | Objekt | Akten-Nr.     | Bild |
| -------------------------------- | --- | ------------- | ---- |
| Baiersdorf Riedenburg (Standort) | Station des Mittel- und Jungpaläolithikums sowie des Mesolithikums, Siedlung und Silexabbaustelle des Neolithikums.                                                                            | D-2-7036-0068 |      |
| Baiersdorf Riedenburg (Standort) | Verebnete Grabhügel vorgeschichtlicher Zeitstellung. | D-2-7036-0069 |      |
| Baiersdorf Riedenburg (Standort) | Verebnete Grabhügel vorgeschichtlicher Zeitstellung. | D-2-7036-0071 |      |
| Baiersdorf Riedenburg (Standort) | Verebnete Grabhügel vorgeschichtlicher Zeitstellung. | D-2-7036-0072 |      |
| Baiersdorf Riedenburg (Standort) | Verebnete Grabhügel vorgeschichtlicher Zeitstellung. | D-2-7036-0073 |      |
| Baiersdorf Riedenburg (Standort) | Verebnete Grabhügel vorgeschichtlicher Zeitstellung. | D-2-7036-0074 |      |
| Baiersdorf Riedenburg (Standort) | Untertägige mittelalterliche und frühneuzeitliche Befunde im Bereich der Katholischen Kirche St. Johann Baptist in Baiersdorf, darunter die Spuren von Vorgängerbauten bzw. älteren Bauphasen. | D-2-7036-0207 |      |

### Bodendenkmäler in der Gemarkung Buch
| Lage                       | Objekt | Akten-Nr.     | Bild |
| -------------------------- | --- | ------------- | ---- |
| Buch Riedenburg (Standort) | Drei Klammhöhlen mit Siedlung vorgeschichtlicher Zeitstellung, unter anderem der Stichbandkeramik.                                                                                           | D-2-7036-0075 |      |
| Buch Riedenburg (Standort) | Grabhügel der mittleren Bronzezeit und Hallstattzeit. | D-2-7036-0076 |      |
| Buch Riedenburg (Standort) | Abschnittsbefestigung vorgeschichtlicher Zeitstellung und Viereckschanze der späten Latènezeit.                                                                                              | D-2-7036-0078 |      |
| Buch Riedenburg (Standort) | Verebneter Grabhügel vorgeschichtlicher Zeitstellung. | D-2-7036-0079 |      |
| Buch Riedenburg (Standort) | Verebneter Grabhügel vorgeschichtlicher Zeitstellung. | D-2-7036-0080 |      |
| Buch Riedenburg (Standort) | Siedlung vor- und frühgeschichtlicher Zeitstellung. | D-2-7036-0081 |      |
| Buch Riedenburg (Standort) | Untertägige mittelalterliche und frühneuzeitliche Befunde im Bereich der Katholischen Kirche St. Jakob d. Ä. in Buch, darunter die Spuren von Vorgängerbauten bzw. älteren Bauphasen.        | D-2-7036-0215 |      |
| Buch Riedenburg (Standort) | Untertägige mittelalterliche und frühneuzeitliche Befunde im Bereich der Katholischen Kirche Unsere Liebe Frau in Schambach, darunter die Spuren von Vorgängerbauten bzw. älteren Bauphasen. | D-2-7036-0217 |      |

### Bodendenkmäler in der Gemarkung Deising
| Lage                          | Objekt | Akten-Nr.     | Bild |
| ----------------------------- | --- | ------------- | ---- |
| Deising Riedenburg (Standort) | Höhle Bruckleitennische und Bruckleitenfelstor mit Siedlungen des Neolithikums, der Hallstatt- und Latènezeit.                                                                        | D-2-6935-0001 |      |
| Deising Riedenburg (Standort) | Siedlung vor- und frühgeschichtlicher Zeitstellung. | D-2-6935-0002 |      |
| Deising Riedenburg (Standort) | Gräberfeld der Hallstattzeit, Siedlung der Urnenfelder- und der späten Latènezeit. | D-2-6935-0003 |      |
| Deising Riedenburg (Standort) | Höhle Bruckholznische und Bruckholzfelstor mit Siedlung vorgeschichtlicher Zeitstellung.                                                                                              | D-2-7035-0002 |      |
| Deising Riedenburg (Standort) | Grabhügel vorgeschichtlicher Zeitstellung. | D-2-7035-0003 |      |
| Deising Riedenburg (Standort) | Frühmittelalterliche Abschnittsbefestigung. | D-2-7035-0004 |      |
| Deising Riedenburg (Standort) | Siedlung vor- und frühgeschichtlicher Zeitstellung. | D-2-7035-0005 |      |
| Deising Riedenburg (Standort) | Siedlung des Spät- bis Epipaläolithikums, des Jung- bis Endneolithikums, der frühen und mittleren Bronzezeit und der Urnenfelderzeit.                                                 | D-2-7035-0006 |      |
| Deising Riedenburg (Standort) | Untertägige mittelalterliche und frühneuzeitliche Befunde im Bereich der Katholischen Kirche St. Nikolaus in Deising, darunter die Spuren von Vorgängerbauten bzw. älteren Bauphasen. | D-2-7035-0034 |      |
| Deising Riedenburg (Standort) | Abschnittsbefestigung vor- und frühgeschichtlicher Zeitstellung. | D-2-7035-0051 |      |
| Deising Riedenburg (Standort) | Erdbauten des Ludwig-Donau-Main-Kanals (1836-45). | D-2-7036-0253 |      |

### Bodendenkmäler in der Gemarkung Dieterzhofen
| Lage                               | Objekt                                                                                | Akten-Nr.     | Bild |
| ---------------------------------- | ------------------------------------------------------------------------------------- | ------------- | ---- |
| Dieterzhofen Riedenburg (Standort) | Grabhügel vorgeschichtlicher Zeitstellung.                                            | D-2-7036-0082 |      |
| Dieterzhofen Riedenburg (Standort) | Grabhügel vorgeschichtlicher Zeitstellung.                                            | D-2-7036-0083 |      |
| Dieterzhofen Riedenburg (Standort) | Verebnete Grabhügel vorgeschichtlicher Zeitstellung.                                  | D-2-7036-0084 |      |
| Dieterzhofen Riedenburg (Standort) | Verebneter Grabhügel vorgeschichtlicher Zeitstellung.                                 | D-2-7036-0085 |      |
| Dieterzhofen Riedenburg (Standort) | Untertägige frühneuzeitliche Befunde im Bereich der Kapelle St. Anna in Dieterzhofen. | D-2-7036-0257 |      |

### Bodendenkmäler in der Gemarkung Echendorf
| Lage                            | Objekt | Akten-Nr.     | Bild |
| ------------------------------- | --- | ------------- | ---- |
| Echendorf Riedenburg (Standort) | Grabhügel vorgeschichtlicher Zeitstellung. | D-2-7036-0086 |      |
| Echendorf Riedenburg (Standort) | Siedlung vor- und frühgeschichtlicher Zeitstellung. | D-2-7036-0087 |      |
| Echendorf Riedenburg (Standort) | Untertägige mittelalterliche und frühneuzeitliche Befunde im Bereich der Katholischen Kirche St. Stephan in Echendorf, darunter die Spuren von Vorgängerbauten bzw. älteren Bauphasen. | D-2-7036-0212 |      |

### Bodendenkmäler in der Gemarkung Eggersberg
| Lage                             | Objekt | Akten-Nr.     | Bild |
| -------------------------------- | --- | ------------- | ---- |
| Eggersberg Riedenburg (Standort) | Verebnete Grabhügel der Hallstattzeit. | D-2-7035-0007 |      |
| Eggersberg Riedenburg (Standort) | Untertägige Befunde im Bereich der mittelalterlichen Burgruine Obereggersberg und der barocken Kirchenruine.                                                                                  | D-2-7035-0008 |      |
| Eggersberg Riedenburg (Standort) | Grabhügel vorgeschichtlicher Zeitstellung. | D-2-7035-0009 |      |
| Eggersberg Riedenburg (Standort) | Gräberfeld der späten Hallstatt- und frühen Latènezeit. | D-2-7035-0010 |      |
| Eggersberg Riedenburg (Standort) | Siedlung der Urnenfelderzeit. | D-2-7035-0011 |      |
| Eggersberg Riedenburg (Standort) | Station des Mittelpaläolithikums und des Mesolithikums, Siedlung der Bronzezeit. | D-2-7035-0012 |      |
| Eggersberg Riedenburg (Standort) | Verebnete Grabhügel vorgeschichtlicher Zeitstellung. | D-2-7035-0013 |      |
| Eggersberg Riedenburg (Standort) | Verebnete Grabhügel vorgeschichtlicher Zeitstellung. | D-2-7035-0014 |      |
| Eggersberg Riedenburg (Standort) | Untertägige frühneuzeitliche Befunde im Bereich des neuen Schlosses von Eggersberg mit zugehörigem Ökonomiehof und Gartenanlage.                                                              | D-2-7035-0027 |      |
| Eggersberg Riedenburg (Standort) | Untertägige mittelalterliche und frühneuzeitliche Befunde im Bereich der Katholischen Kirche St. Georg in Georgenbuch, darunter die Spuren von Vorgängerbauten bzw. älteren Bauphasen.        | D-2-7035-0044 |      |
| Eggersberg Riedenburg (Standort) | Untertägige Befunde im Bereich der mittelalterlichen Burgruine in Harlanden. | D-2-7035-0046 |      |
| Eggersberg Riedenburg (Standort) | Untertägige mittelalterliche und frühneuzeitliche Befunde im Bereich des abgegangenen Vorgängerbaus der Katholischen Kirche St. Maria Magdalena in Harlanden.                                 | D-2-7035-0048 |      |
| Eggersberg Riedenburg (Standort) | Grabhügel vorgeschichtlicher Zeitstellung. | D-2-7036-0088 |      |
| Eggersberg Riedenburg (Standort) | Siedlung der Urnenfelder- und frühen Latènezeit. | D-2-7036-0089 |      |
| Eggersberg Riedenburg (Standort) | Untertägige mittelalterliche und frühneuzeitliche Befunde im Bereich der Katholischen Kirche St. Johann Baptist in Oberhofen, darunter die Spuren von Vorgängerbauten bzw. älteren Bauphasen. | D-2-7036-0224 |      |
| Eggersberg Riedenburg (Standort) | Untertägige Befunde im Bereich der mittelalterlichen Burgruine Dachenstein. | D-2-7036-0226 |      |
| Eggersberg Riedenburg (Standort) | Erdbauten des Ludwig-Donau-Main-Kanals (1836-45). | D-2-7036-0252 |      |

### Bodendenkmäler in der Gemarkung Hattenhausen
| Lage                               | Objekt | Akten-Nr.     | Bild |
| ---------------------------------- | --- | ------------- | ---- |
| Hattenhausen Riedenburg (Standort) | Grabhügel vorgeschichtlicher Zeitstellung. | D-2-7035-0015 |      |
| Hattenhausen Riedenburg (Standort) | Grabhügel vorgeschichtlicher Zeitstellung. | D-2-7035-0016 |      |
| Hattenhausen Riedenburg (Standort) | Untertägige mittelalterliche und frühneuzeitliche Befunde im Bereich der Katholischen Kirche St. Andreas in Hattenhausen, darunter die Spuren von Vorgängerbauten bzw. älteren Bauphasen sowie Gräber mittelalterlicher oder neuzeitlicher Zeitstellung. | D-2-7035-0040 |      |
| Hattenhausen Riedenburg (Standort) | Grabhügel vorgeschichtlicher Zeitstellung. | D-2-7036-0092 |      |
| Hattenhausen Riedenburg (Standort) | Grabhügel vorgeschichtlicher Zeitstellung. | D-2-7036-0093 |      |
| Hattenhausen Riedenburg (Standort) | Siedlung und verebneter Kreisgraben vor- und frühgeschichtlicher Zeitstellung. | D-2-7036-0094 |      |
| Hattenhausen Riedenburg (Standort) | Verebnete Grabhügel vorgeschichtlicher Zeitstellung. | D-2-7036-0096 |      |
| Hattenhausen Riedenburg (Standort) | Siedlung des Neolithikums und des Mittelalters. | D-2-7036-0098 |      |
| Hattenhausen Riedenburg (Standort) | Untertägige mittelalterliche und frühneuzeitliche Befunde im Bereich der Katholischen Kirche St. Margareta in Frauenberghausen, darunter die Spuren von Vorgängerbauten bzw. älteren Bauphasen.                                                          | D-2-7036-0209 |      |

### Bodendenkmäler in der Gemarkung Hexenagger
| Lage                               | Objekt                                                                   | Akten-Nr.     | Bild |
| ---------------------------------- | ------------------------------------------------------------------------ | ------------- | ---- |
| Hexenagger Altmannstein (Standort) | Siedlung und Verhüttungsplatz vor- und frühgeschichtlicher Zeitstellung. | D-1-7036-0021 |      |

### Bodendenkmäler in der Gemarkung Hienheimer Forst
| Lage                        | Objekt | Akten-Nr.     | Bild |
| --------------------------- | --- | ------------- | ---- |
| Hienheimer Forst (Standort) | Siedlung der Chamer Gruppe, der jüngeren Urnenfelder-, der Hallstatt- sowie der frühen und späten Latènezeit, frühmittelalterliche Reihengräber, Ofenanlage der frühen Neuzeit. | D-2-7036-0232 |      |

### Bodendenkmäler in der Gemarkung Jachenhausen
| Lage                               | Objekt | Akten-Nr.     | Bild |
| ---------------------------------- | --- | ------------- | ---- |
| Jachenhausen Riedenburg (Standort) | Verebnete Grabhügel vorgeschichtlicher Zeitstellung. | D-2-6936-0001 |      |
| Jachenhausen Riedenburg (Standort) | Verebneter Grabhügel vorgeschichtlicher Zeitstellung. | D-2-6936-0002 |      |
| Jachenhausen Riedenburg (Standort) | Verebnete Grabhügel vorgeschichtlicher Zeitstellung. | D-2-6936-0003 |      |
| Jachenhausen Riedenburg (Standort) | Verebnetes viereckiges Grabenwerk vor- und frühgeschichtlicher Zeitstellung. | D-2-6936-0007 |      |
| Jachenhausen Riedenburg (Standort) | Abschnittsbefestigung vorgeschichtlicher Zeitstellung, Station des Mesolithikums. | D-2-7036-0099 |      |
| Jachenhausen Riedenburg (Standort) | Untertägige mittelalterliche und frühneuzeitliche Befunde im Bereich der Katholischen Pfarrkirche St. Oswald in Jachenhausen, darunter die Spuren von Vorgängerbauten bzw. älteren Bauphasen. | D-2-7036-0159 |      |
| Jachenhausen Riedenburg (Standort) | Untertägige mittelalterliche und frühneuzeitliche Befunde im Bereich der ehemalige Kirche St. Ursula in Sankt Ursula.                                                                         | D-2-7036-0202 |      |

### Bodendenkmäler in der Gemarkung Keilsdorf
| Lage                            | Objekt | Akten-Nr.     | Bild |
| ------------------------------- | --- | ------------- | ---- |
| Keilsdorf Riedenburg (Standort) | Verebnete Grabhügel vorgeschichtlicher Zeitstellung. | D-2-7036-0101 |      |
| Keilsdorf Riedenburg (Standort) | Siedlung vor- und frühgeschichtlicher Zeitstellung. | D-2-7036-0102 |      |
| Keilsdorf Riedenburg (Standort) | Untertägige mittelalterliche und frühneuzeitliche Befunde im Bereich der Katholischen Kirche St. Stephan in Keilsdorf, darunter die Spuren von Vorgängerbauten bzw. älteren Bauphasen. | D-2-7036-0199 |      |
| Keilsdorf Riedenburg (Standort) | Siedlung vorgeschichtlicher Zeitstellung. | D-2-7036-0260 |      |

### Bodendenkmäler in der Gemarkung Meihern
| Lage                          | Objekt | Akten-Nr.     | Bild |
| ----------------------------- | --- | ------------- | ---- |
| Meihern Riedenburg (Standort) | Siedlung vor- und frühgeschichtlicher Zeitstellung.                                                                      | D-2-7035-0018 |      |
| Meihern Riedenburg (Standort) | Siedlung vor- und frühgeschichtlicher Zeitstellung.                                                                      | D-2-7035-0019 |      |
| Meihern Riedenburg (Standort) | Untertägige mittelalterliche und frühneuzeitliche Befunde im Bereich der abgegangenen Kirche St. Gregor in Sankt Gregor. | D-2-7035-0029 |      |
| Meihern Riedenburg (Standort) | Untertägige Befunde im Bereich der mittelalterlichen Burgruine Flügelsberg.                                              | D-2-7035-0031 |      |
| Meihern Riedenburg (Standort) | Untertägige frühneuzeitliche Befunde im Bereich des ehemaligen Schlosses in Meihern.                                     | D-2-7035-0032 |      |

### Bodendenkmäler in der Gemarkung Otterzhofen
| Lage                              | Objekt | Akten-Nr.     | Bild |
| --------------------------------- | --- | ------------- | ---- |
| Otterzhofen Riedenburg (Standort) | Grabhügel vorgeschichtlicher Zeitstellung. | D-2-6936-0004 |      |
| Otterzhofen Riedenburg (Standort) | Grabhügel vorgeschichtlicher Zeitstellung. | D-2-6936-0005 |      |
| Otterzhofen Riedenburg (Standort) | Ringwall vorgeschichtlicher Zeitstellung. | D-2-6936-0006 |      |
| Otterzhofen Riedenburg (Standort) | Untertägige mittelalterliche und frühneuzeitliche Befunde im Bereich der Katholischen Filialkirche St. Peter und Paul in Otterzhofen, darunter die Spuren von Vorgängerbauten bzw. älteren Bauphasen. | D-2-6936-0011 |      |
| Otterzhofen Riedenburg (Standort) | Verebnete Grabhügel vorgeschichtlicher Zeitstellung. | D-2-7036-0103 |      |

### Bodendenkmäler in der Gemarkung Paintner Forst
| Lage                                 | Objekt                                                                                             | Akten-Nr.     | Bild |
| ------------------------------------ | -------------------------------------------------------------------------------------------------- | ------------- | ---- |
| Paintner Forst Riedenburg (Standort) | Grabhügel der mittleren Bronzezeit. Siedlung vorgeschichtlicher und metallzeitlicher Zeitstellung. | D-2-7036-0104 |      |

### Bodendenkmäler in der Gemarkung Perletzhofen
| Lage                               | Objekt | Akten-Nr.     | Bild |
| ---------------------------------- | --- | ------------- | ---- |
| Perletzhofen Riedenburg (Standort) | Untertägige frühneuzeitliche Befunde im Bereich der Katholischen Kirche St. Joseph in Perletzhofen, darunter die Spuren von Vorgängerbauten bzw. älteren Bauphasen.                    | D-2-6936-0013 |      |
| Perletzhofen Riedenburg (Standort) | Grabhügel vorgeschichtlicher Zeitstellung. | D-2-7035-0020 |      |
| Perletzhofen Riedenburg (Standort) | Bestattungsplatz der Urnenfelderzeit. | D-2-7036-0155 |      |
| Perletzhofen Riedenburg (Standort) | Untertägige mittelalterliche und frühneuzeitliche Befunde im Bereich der Katholischen Kirche St. Agatha bei Gundlfing, darunter die Spuren von Vorgängerbauten bzw. älteren Bauphasen. | D-2-7036-0219 |      |
| Perletzhofen Riedenburg (Standort) | Siedlung der Urnenfelder- und frühen Latènezeit. | D-2-7036-0222 |      |
| Perletzhofen Riedenburg (Standort) | Siedlung der frühen Latènezeit. | D-2-7036-0223 |      |

### Bodendenkmäler in der Gemarkung Pondorf
| Lage                            | Objekt                                                                  | Akten-Nr.     | Bild |
| ------------------------------- | ----------------------------------------------------------------------- | ------------- | ---- |
| Pondorf Altmannstein (Standort) | Verhüttungsplatz mittelalterlicher bzw. frühneuzeitlicher Zeitstellung. | D-1-7035-0013 |      |

### Bodendenkmäler in der Gemarkung Prunn
| Lage                        | Objekt | Akten-Nr.     | Bild |
| --------------------------- | --- | ------------- | ---- |
| Prunn Riedenburg (Standort) | Höhle mit Siedlung vor- und frühgeschichtlicher Zeitstellung. | D-2-7036-0108 |      |
| Prunn Riedenburg (Standort) | Höhle mit Siedlungen des Jungpaläolithikums und Mesolithikums. | D-2-7036-0109 |      |
| Prunn Riedenburg (Standort) | Bestattungsplatz der Bronzezeit, Urnenfelder- und Hallstattzeit, Siedlung der Latènezeit.                                                                                                | D-2-7036-0110 |      |
| Prunn Riedenburg (Standort) | Station des Epipaläolithikums und des Mesolithikums. | D-2-7036-0112 |      |
| Prunn Riedenburg (Standort) | Station des Epipaläolithikums und Mesolithikums, Bestattungsplatz und Siedlung der Hallstattzeit, Siedlung der Latènezeit.                                                               | D-2-7036-0113 |      |
| Prunn Riedenburg (Standort) | Station des Epipaläolithikums und Mesolithikums. Silexabbaustelle des Mittel- bis Jungpaläolithikums. Siedlung der Urnenfelderzeit und des Mittelalters.                                 | D-2-7036-0116 |      |
| Prunn Riedenburg (Standort) | Siedlung vor- und frühgeschichtlicher Zeitstellung. | D-2-7036-0122 |      |
| Prunn Riedenburg (Standort) | Siedlung vor- und frühgeschichtlicher Zeitstellung. | D-2-7036-0123 |      |
| Prunn Riedenburg (Standort) | Verebnete Grabhügel vorgeschichtlicher Zeitstellung. | D-2-7036-0124 |      |
| Prunn Riedenburg (Standort) | Eisenverhüttungsstelle der frühen Latènezeit. | D-2-7036-0164 |      |
| Prunn Riedenburg (Standort) | Schürfgrubenfelder vor- und frühgeschichtlicher bzw. mittelalterlicher Zeitstellung. | D-2-7036-0183 |      |
| Prunn Riedenburg (Standort) | Untertägige frühneuzeitliche Befunde im Bereich der Katholischen Wallfahrtskirche Maria Hilf in Emmerthal.                                                                               | D-2-7036-0227 |      |
| Prunn Riedenburg (Standort) | Untertägige mittelalterliche und frühneuzeitliche Befunde im Bereich der Katholischen Kirche Unsere Liebe Frau in Prunn, darunter die Spuren von Vorgängerbauten bzw. älteren Bauphasen. | D-2-7036-0229 |      |
| Prunn Riedenburg (Standort) | Untertägige Befunde im Bereich der mittelalterlichen Burg Prunn. | D-2-7036-0231 |      |
| Prunn Riedenburg (Standort) | Station des Epipaläolithikums und des Mesolithikums, Siedlung der frühen bis mittleren Bronzezeit, der späten Hallstatt- bis frühen Latènezeit und der späten Latènezeit.                | D-2-7036-0233 |      |
| Prunn Riedenburg (Standort) | Siedlung des späten Mittelalters bzw. der frühen Neuzeit. | D-2-7036-0247 |      |
| Prunn Riedenburg (Standort) | Station des Mesolithikums. | D-2-7036-0249 |      |
| Prunn Riedenburg (Standort) | Silexabbaugebiet und Schlagplatz der Steinzeiten, wohl des Jungpaläolithikums (Magdalénien).                                                                                             | D-2-7036-0250 |      |
| Prunn Riedenburg (Standort) | Erdbauten des Ludwig-Donau-Main-Kanals (1836-45). | D-2-7036-0254 |      |

### Bodendenkmäler in der Gemarkung Riedenburg
| Lage                  | Objekt | Akten-Nr.     | Bild |
| --------------------- | --- | ------------- | ---- |
| Riedenburg (Standort) | Grabhügel vorgeschichtlicher Zeitstellung. | D-2-7035-0021 |      |
| Riedenburg (Standort) | Grabhügel vorgeschichtlicher Zeitstellung. | D-2-7035-0022 |      |
| Riedenburg (Standort) | Mittelalterlicher Burgstall Altenhinzenhausen. | D-2-7035-0023 |      |
| Riedenburg (Standort) | Grabhügel der mittleren Bronzezeit. | D-2-7036-0125 |      |
| Riedenburg (Standort) | Grabhügel vorgeschichtlicher Zeitstellung. | D-2-7036-0126 |      |
| Riedenburg (Standort) | Grabhügel vorgeschichtlicher Zeitstellung. | D-2-7036-0127 |      |
| Riedenburg (Standort) | Grabhügel vorgeschichtlicher Zeitstellung. | D-2-7036-0128 |      |
| Riedenburg (Standort) | Grabhügel vorgeschichtlicher Zeitstellung. | D-2-7036-0129 |      |
| Riedenburg (Standort) | Untertägige Befunde im Bereich der mittelalterlichen Rosenburg. | D-2-7036-0130 |      |
| Riedenburg (Standort) | Grabhügel vorgeschichtlicher Zeitstellung. | D-2-7036-0131 |      |
| Riedenburg (Standort) | Grabhügel vorgeschichtlicher Zeitstellung. | D-2-7036-0132 |      |
| Riedenburg (Standort) | Bestattungsplatz der Hallstattzeit. | D-2-7036-0133 |      |
| Riedenburg (Standort) | Schlagplatz des Endpaläolithikums oder Mesolithikums, Bestattungsplatz der mittleren Bronzezeit und der Hallstattzeit, Siedlung der Urnenfelder- und Hallstattzeit.                                                                                 | D-2-7036-0135 |      |
| Riedenburg (Standort) | Siedlung der Urnenfelder- und Hallstattzeit. | D-2-7036-0136 |      |
| Riedenburg (Standort) | Siedlung der mittleren Bronzezeit, der Urnenfelder- und Hallstattzeit. | D-2-7036-0137 |      |
| Riedenburg (Standort) | Untertägige mittelalterliche und frühneuzeitliche Siedlungsteile im Bereich der historischen Marktsiedlung von Riedenburg. | D-2-7036-0165 |      |
| Riedenburg (Standort) | Siedlung der mittleren Bronzezeit, der Urnenfelder-, Hallstatt- und frühen Latènezeit. | D-2-7036-0234 |      |
| Riedenburg (Standort) | Untertägige mittelalterliche und frühneuzeitliche Befunde im Bereich der Katholischen Kirche St. Martin und des Schlosses von Aicholding, zuvor mittelalterliche Burg.                                                                              | D-2-7036-0235 |      |
| Riedenburg (Standort) | Untertägige Befunde im Bereich des frühneuzeitlichen Eisenhammers Neuenkehrsdorf. | D-2-7036-0239 |      |
| Riedenburg (Standort) | Untertägige Befunde im Bereich der mittelalterlichen Burgruine Rabenstein. | D-2-7036-0240 |      |
| Riedenburg (Standort) | Untertägige mittelalterliche und frühneuzeitliche Befunde im Bereich der Katholischen Klosterkirche St. Anna in Riedenburg, darunter die Spuren von Vorgängerbauten bzw. älteren Bauphasen.                                                         | D-2-7036-0241 |      |
| Riedenburg (Standort) | Untertägige frühneuzeitliche Befunde im Bereich des aufgelassenen historischen Ortsfriedhofs (1577–1883) mit zugehöriger Kapelle in Riedenburg. | D-2-7036-0242 |      |
| Riedenburg (Standort) | Untertägige mittelalterliche und frühneuzeitliche Befunde im Bereich der Katholischen Pfarrkirche St. Johann Baptist in Riedenburg, darunter die Spuren von Vorgängerbauten bzw. älteren Bauphasen sowie der aufgelassene historische Ortsfriedhof. | D-2-7036-0243 |      |
| Riedenburg (Standort) | Untertägige Befunde der mittelalterlichen Marktbefestigung von Riedenburg. | D-2-7036-0245 |      |
| Riedenburg (Standort) | Gräberfeld der Hallstattzeit. | D-2-7036-0246 |      |
| Riedenburg (Standort) | Grabhügel vorgeschichtlicher Zeitstellung. | D-2-7036-0248 |      |
| Riedenburg (Standort) | Siedlung der frühen Latènezeit. | D-2-7036-0256 |      |

### Bodendenkmäler in der Gemarkung Thann
| Lage                        | Objekt | Akten-Nr.     | Bild |
| --------------------------- | --- | ------------- | ---- |
| Thann Riedenburg (Standort) | Grabhügel vorgeschichtlicher Zeitstellung. | D-2-7035-0024 |      |
| Thann Riedenburg (Standort) | Grabhügel vorgeschichtlicher Zeitstellung. | D-2-7035-0025 |      |
| Thann Riedenburg (Standort) | Verebnete Grabhügel vorgeschichtlicher Zeitstellung. | D-2-7035-0026 |      |
| Thann Riedenburg (Standort) | Untertägige mittelalterliche und frühneuzeitliche Befunde im Bereich der Katholischen Kirche St. Johann Evangelist in Thann, darunter die Spuren von Vorgängerbauten bzw. älteren Bauphasen. | D-2-7035-0042 |      |
| Thann Riedenburg (Standort) | Grabhügel vorgeschichtlicher Zeitstellung. | D-2-7035-0050 |      |
| Thann Riedenburg (Standort) | Grabhügel vorgeschichtlicher Zeitstellung. | D-2-7035-0052 |      |

### Bodendenkmäler in der Gemarkung Zell
| Lage                                    | Objekt                                                                                  | Akten-Nr.     | Bild |
| --------------------------------------- | --------------------------------------------------------------------------------------- | ------------- | ---- |
| Zell Dietfurt an der Altmühl (Standort) | Abschnittsbefestigung vor- und frühgeschichtlicher bzw. mittelalterlicher Zeitstellung. | D-3-7035-0007 |      |